# Oshwea dubiosa
Oshwea dubiosa är en insektsart som beskrevs av Willy Adolf Theodor Ramme 1929. Oshwea dubiosa ingår i släktet Oshwea och familjen gräshoppor. Inga underarter finns listade i Catalogue of Life.